# Arrondissement de Guingamp
L'arrondissement de Guingamp est un arrondissement français situé dans le département des Côtes-d'Armor et la Bretagne.

## Composition

### Composition avant 2016

Délimitation avant 2016.

L'arrondissement de Guingamp comprend les cantons suivants (découpage d'avant 2015) :
- Canton de Bégard
- Canton de Belle-Isle-en-Terre
- Canton de Bourbriac
- Canton de Callac
- Canton de Gouarec
- Canton de Guingamp
- Canton de Maël-Carhaix
- Canton de Mûr-de-Bretagne
- Canton de Plouagat
- Canton de Pontrieux
- Canton de Rostrenen
- Canton de Saint-Nicolas-du-Pélem

En 1926, à la suppression de l'arrondissement de Loudéac, les cantons de Gouarec et de Mûr-de-Bretagne rejoignent l'arrondissement de Guingamp.

### Composition depuis 2016
La composition de l'arrondissement est modifiée par l'arrêté du 8 décembre 2016. À la suite du redécoupage communal du 1er janvier 2017, il comprend désormais 111 communes.
Au 1er janvier 2024, l'arrondissement groupe les 111 communes suivantes :
1. Bégard
2. Belle-Isle-en-Terre
3. Bon Repos sur Blavet
4. Boqueho
5. Bourbriac
6. Brélidy
7. Bringolo
8. Bulat-Pestivien
9. Calanhel
10. Callac
11. Canihuel
12. Carnoët
13. La Chapelle-Neuve
14. Châtelaudren-Plouagat
15. Coadout
16. Cohiniac
17. Duault
18. Le Faouët
19. Glomel
20. Gommenec'h
21. Gouarec
22. Goudelin
23. Grâces
24. Guingamp
25. Gurunhuel
26. Kerfot
27. Kergrist-Moëlou
28. Kerien
29. Kermoroc'h
30. Kerpert
31. Landebaëron
32. Lanleff
33. Lanloup
34. Lannebert
35. Lanrivain
36. Lanrodec
37. Lanvollon
38. Lescouët-Gouarec
39. Locarn
40. Loc-Envel
41. Lohuec
42. Louargat
43. Maël-Carhaix
44. Maël-Pestivien
45. Magoar
46. Mellionnec
47. Le Merzer
48. Moustéru
49. Le Moustoir
50. Pabu
51. Paimpol
52. Paule
53. Pédernec
54. Peumerit-Quintin
55. Pléguien
56. Pléhédel
57. Plélauff
58. Plélo
59. Plerneuf
60. Plésidy
61. Plévin
62. Ploëzal
63. Ploubazlanec
64. Plouëc-du-Trieux
65. Plouézec
66. Plougonver
67. Plouguernével
68. Plouha
69. Plouisy
70. Ploumagoar
71. Plounévez-Quintin
72. Plourac'h
73. Plourivo
74. Plouvara
75. Pludual
76. Plusquellec
77. Pommerit-le-Vicomte
78. Pont-Melvez
79. Pontrieux
80. Quemper-Guézennec
81. Rostrenen
82. Runan
83. Saint-Adrien
84. Saint-Agathon
85. Saint-Clet
86. Saint-Connan
87. Saint-Fiacre
88. Saint-Gilles-les-Bois
89. Saint-Gilles-Pligeaux
90. Saint-Igeaux
91. Saint-Jean-Kerdaniel
92. Saint-Laurent
93. Saint-Nicodème
94. Saint-Nicolas-du-Pélem
95. Saint-Péver
96. Saint-Servais
97. Sainte-Tréphine
98. Senven-Léhart
99. Squiffiec
100. Trébrivan
101. Treffrin
102. Tréglamus
103. Trégomeur
104. Trégonneau
105. Tréguidel
106. Trémargat
107. Tréméven
108. Tréogan
109. Tressignaux
110. Trévérec
111. Yvias